# Црква Светог архиђакона Стефана у Каменици
Црква Светог архиђакона Стефана у Каменици, насељеном месту на територији општине Алексинац, припада Епархији нишкој Српске православне цркве.
Црква посвећена Светом архиђакону Стефану грађена је у периоду од 1996. до 2000. године и још увек није завршена. Изградња цркве је започета иницијативом свештеника Радише Вешковца.